# Marco Antonio Cortez
Marco Antonio Cortez Lara (Chiclayo, 10 de diciembre de 1957) es un prelado peruano. Obispo de Tacna y Moquegua.

## Biografía

### Primeros años y formación
Nació en Chiclayo el 10 de diciembre de 1957, en el seno de una familia numerosa, siendo el último de diez hermanos. Sus padres Gerardo Cortez Cáceres y María Teresa Lara, le instruyeron desde muy pequeño el amor de Dios.
En 1976, a los 19 años, respondiendo a la vocación sacerdotal, ingresó al  Seminario “Santo Toribio de Mogrovejo” de la Diócesis de Chiclayo donde realizó sus estudios filosóficos y teológicos.

### Sacerdocio
Debido a su amor por Dios y perseverancia, el 3 de febrero de 1985, fue ordenado sacerdote en Lima por el papa san Juan Pablo II, durante la primera visita que el Santo Padre hizo al Perú.
Realizó estudios en la Pontificia Universidad de la Santa Cruz en Roma, graduándose como Doctor en Teología Moral. Así también realizó diplomado en la Universidad de Navarra en España. Inició su obra evangelizadora como Vicerrector y Director Espiritual del Seminario Mayor “Santo Toribio de Mogrovejo” de Chiclayo y desde 1995 hasta el 2004, fue Rector de ese Seminario.
Fue capellán del penal de Picsi por 10 años; miembro del Consejo Presbiteral y del Consejo de Consultores. Además Consejero Espiritual de varios movimientos entre ellos "Cursillos de Cristiandad" y párroco de Santa Lucía - Ferreñafe de Chiclayo.
También se ha desempeñado como Responsable Nacional para el Perú de "Human Life Internacional", y como Director de la Comisión diocesana de Familia.

## Episcopado

### Obispo Coadjutor de Tacna y Moquegua
El 18 de marzo de 2005 el papa san Juan Pablo II lo nombró Obispo Coadjutor de Tacna y Moquegua, siendo ordenado el 4 de mayo de ese mismo año por el obispo José Hugo Garaycoa Hawkins como consagrador principal y como co-consagrantes el arzobispo Rino Passigato, Titular de Nova Caesaris, y el obispo Jesús Moliné Labarte, Diocesano de Chiclayo en la Catedral de Tacna. 

### Obispo de Tacna y Moquegua
El 1 de setiembre de 2006 el papa Benedicto XVI lo nombró obispo de Tacna y Moquegua. En mayo de 2009 en compañía del episcopado peruano realizó la visita ad limina a Roma.
Fue presidente de la Comisión de Seminarios de la CEP durante 6 años y desde el año 2012 viene desempeñándose como presidente de la Comisión Episcopal de Vocaciones y Ministerios.